# Otto Gross
Otto Gross (Gniebing, Feldbach, Estiria, Austria, 17 de marzo de 1877-Berlín, Alemania, 13 de febrero de 1920) fue un psiquiatra, psicoanalista y anarquista austríaco. Fue uno de los primeros discípulos de Sigmund Freud. Más tarde se hizo anarquista y se unió a la comunidad utópica de Ascona (Monte Verità).

## Biografía
Su padre, Hans Gross, fue un juez, pionero de la criminología. Otto colaboró inicialmente con él, pero después reaccionó contra de sus ideas deterministas sobre el carácter.
Gross, defensor de una forma temprana de antipsiquiatría y de liberación sexual, desarrolló también una forma anarquista de psicología profunda (que rechazaba la necesidad civilizadora de represión psicológica propuesta por Freud). Adoptó una forma modificada de las teorías proto-feministas y neopaganas de Johann Jakob Bachofen, con la que intentaría devolver a la civilización a un postulada Edad de oro no jerarquizada. Fue posteriormente condenado al ostracismo, y no incluido en las historias de los establecimientos psicoanalíticos y psiquiátricos. Murió en la pobreza.
Fuertemente influido por la filosofía de Max Stirner, Friedrich Nietzsche y las teorías políticas de Piotr Kropotkin, influyó a su vez en D. H. Lawrence (a través del affair de Gross con Frieda von Richthofen), Franz Kafka y otros artistas, incluyendo a los fundadores del Dadaísmo en Berlín. Su influencia sobre la psicología fue más limitada. Carl Gustav Jung afirmó que toda su cosmovisión se vio modificada cuando intentó analizar a Gross y parcialmente se le volvieron las tornas. Parece probable que otro psicólogo disidente, Wilhelm Reich, muchas de cuyas ideas son un reflejo de las de Gross, fuera deudor suyo.
Como un drogadicto bohemio de la temprana juventud, a veces se lo considera el abuelo fundador de la contracultura.

## Obra

### En castellano
- Más allá del diván: Sexualidad, autoritarismo, psicoanálisis y matriarcado [recopilación de sus escritos]. Madrid, Editorial Irrecuperables 2018.

### En otras lenguas
- Compendium der Pharmakotherapie für Polikliniker und junge Ärzte. Vogel, Leipzig. 1901.
- Zu den cardiorenalen Theorien. In: Wiener klinische Wochenschrift 14 (2): 47-48. 1901.
- Compendium der Pharmako-Therapie für Polikliniker und junge Ärzte. Leipzig: Vogel 1901.
- Zur Frage der socialen Hemmungsvorstellungen. In: Archiv für Kriminal-Anthropologie und Kriminalistik 7 (1/2): 123-131. 1901.
- Über Vorstellungszerfall. In: Monatsschrift für Psychiatrie und Neurologie 11: 205-212. 1902.
- Zur Phyllogenese der Ethik. In: Archiv für Kriminal-Anthropologie und Kriminalistik 9: 101-103. 1902.
- Die cerebrale Sekundärfunction. Leipzig: Vogel 1902.
- Die Affektlage der Ablehnung. In: Monatsschrift für Psychiatrie und Neurologie 12: 359-370. 1902.
- Beitrag zur Pathologie des Negativismus. In: Psychiatrisch-neurologische Wochenschrift 26: 269-273. 1903.
- Ueber die Pathogenese des spezifischen Wahns bei Paralytikern. In: Neurologisches Zentralblatt 17: 843-844. 1903.
- Ein Todesfall infolge von latentem Aneurysma arteriae vertebralis. In: Wiener klinische Wochenschrift 17: 105-107. 1904.
- Über Bewusstseinszerfall. In: Monatsschrift für Psychiatrie und Neurologie 15: 45-51. 1904.
- Zur Biologie des Sprachapparates. In: Allgemeine Zeitschrift für Psychiatrie und ihre Grenzgebiete 61: 795-835. 1904.
- Zur Differentialdiagnostik negativistischer Phänomene. In: Psychiatrisch-neurologische Wochenschrift 37: 353-363. 1904.
- Zur Nomenclatur "Dementia sejunctiva. In: Neurologisches Zentralblatt 23: 1144-1146. 1904.
- Das Freud'sche Ideogenitätsmoment und seine Bedeutung im manisch-depressiven Irresein Kraepelins. Leipzig: Vogel 1907
- Die cerebrale Sekundärfunktion. In: Compte rendu des travaux du 1 Congrès International du Psychiatrie, de Neurologie, de Psychologie et de l'Alliance des aliénés tenu à Amsterdam du 2 à 7 Septembre 1907. Ámsterdam: Bussy 1908, p. 593-597
- Diskussionsbeiträge. In: Compte rendu des travaux du 1 Congrès International du Psychiatrie, de Neurologie, de Psychologie et de l'Alliance des aliénés tenu à Ámsterdam du 2 à 7 Septembre 1907. Ámsterdam: Bussy 1908, p. 298 y 598-599
- Elterngewalt. In: Die Zukunft 65: 78-80. 1908.
- Über psychopathische Minderwertigkeiten. Viena & Leipzig: Braumüller 1909
- Zur Überwindung der kulturellen Krise. In: Die Aktion 3: 384-387. 1913.
- Sigyn [mit Franz Jung]. In: Die Aktion 3: 439. 1913.
- Ludwig Rubiner's "Psychoanalyse". In: Die Aktion 3: 506-507. 1913.
- Die Psychoanalyse oder wir Kliniker. In: Die Aktion 3: 632-634. 1913.
- Die Einwirkung der Allgemeinheit auf das Individuum. In: Die Aktion 3: 1091-1095. 1913.
- Anmerkungen zu einer neuen Ethik. In: Die Aktion 3: 1141-1143. 1913.
- Notiz über Beziehungen. In: Die Aktion 3: 1180-1181. 1913.
- Der Fall Otto Gross. Brief an Maximilian Harden. In: Die Zukunft 86: 304-306. 1914.
- Über Destruktionssymbolik. In: Zentralblatt für Psychoanalyse und Psychotherapie 4: 525-534. 1914.
- Beitrag zur Kasuistik posttyphöser Systemaffektionen. In: Wiener klinische Wochenschrift 28: 1429-1430. 1915.
- Bemerkung [mit Franz Jung]. In: Die freie Straße 4: 2. 1916.
- Vom Konflikt des Eigenen und Fremden. In: Die freie Straße 4: 3-5. 1916.
- Die kommunistische Grundidee in der Paradiessymbolik. In: Sowjet 1: 12-27. 1919.
- Orientierung der Geistigen. In: Sowjet 1: 1-5. 1919.
- Protest und Moral im Unbewußten. In: Die Erde 1: 681-685. 1919.
- Zum Problem: Parlamentarismus. In: Die Erde 1: 639-642. 1919.
- Zur funktionellen Geistesbildung des Revolutionärs. In: Räte-Zeitung 1 (52) 1919.
- Drei Aufsätze über den inneren Konflikt. Bonn: Marcus & Weber 1920 (Abhandlungen aus dem Gebiete der Sexualforschung 2 (3)
- Zur neuerlichen Vorarbeit: vom Unterricht. In: Das Forum 4: 315-320. 1920.
- Drei Aufsätze über den inneren Konflikt (I: Über Konflikt und Beziehung (*); II. Über Einsamkeit; III. Beitrag zum Problem des Wahnes. Auszug: Zwei Fallstudien. (*) En Abhandlungen aus dem Gebiete der Sexualforschung II (3) (1920). 1920.

## Edición en castellano
- Más allá del diván. Sexualidad, autoritarismo, psicoanálisis y matriarcado [reedición ampliada de la edición de Alikornio]. Editorial Irrecuperables. 2019/2021. ISBN 978-92-0-058892-1 / ISBN 978-84-85209-01-9.
- Más allá del diván. Apuntes sobre la psicopatología de la civilización burguesa. Barcelona: Alikornio ediciones. 2003. ISBN 978-84-932232-5-0.